# Sauran
Sauran (in kazako Сауран?) è un'antica città situata a 43 km a nord-ovest della città di Turkistan nell'omonima regione, vicino al fiume Syr Darya. 
Una delle prime menzioni della città proviene dal geografo arabo Al-Muqaddasi, che la descrisse nel X secolo come "una grande città circondata da sette mura e una moschea situata nel centro della città". Nel 1065, la città si sottomise alla dinastia Selgiuchide, che faceva parte della trasformazione del Khanato Khanide in uno stato vassallo dei Selgiuchidi. 
Intorno al 1370, quando la regione era sotto il controllo di Uros Khan e Toktamish dell'orda blu, fortemente sostenuta da Tamerlano, tentò di conquistare la regione, con l'obiettivo di governare le città di Sauran, Otrar, Saganac, Sayram, Serai e altre. La città fornì i mattoni e le piastrelle per la costruzione del Mausoleo di Khoja Ahmed Yasawi, che fu commissionato da Tamerlano nel 1389; il mausoleo si trova a 25 miglia dalla città.
Nel XV secolo, la città aveva stabilito relazioni diplomatiche con la dinastia Ming, che registrò il nome della città nel Ming Shilu come 掃 蘭 (saolan). Il poeta Zayn al-Din Mahmud Vasifi visitò la città dal 1514 al 1515 e descrisse l'infrastruttura idrica del qanat della città.
Come Otrar, la città ha sofferto del declino della via della seta e delle lotte per il potere nella regione.